# Helena av Sverige (dansk drottning)
Helena Sverkersdotter av Sverige, även kallad Elin, född på 1130-talet, död tidigast 1158, var dansk drottning, gift med Knut V av Danmark. Hennes namn är omtvistat, men hon var i vart fall Knuts drottning och enligt flera källor dotter till kung Sverker den äldre medan modern är obekräftad. 
Hon gifte sig med Knut 1156, men då hon 1157 blev änka återvände hon till Sverige och gick in i Vreta kloster 1158.